# Lijst van gotische gebouwen in Brussel
Dit is een (onvolledige) lijst van de gebouwen die in de gotische stijl zijn gebouwd in het Belgische Brussels Hoofdstedelijk Gewest. Vaak zijn de gebouwen niet volledig in gotische stijl gebouwd, in dat geval worden enkel de gegevens van het gotische gedeelte gegeven.
| Naam                                        | Functie       | Start bouw (jaar) | Voltooid (jaar) | Stijl                     | Huidige staat          | Oorspronkelijke hoogte (m) | Huidige hoogte (m) | Lengte (m) | Breedte (m) | Stad                   | Straat                                    | Afbeelding |
| ------------------------------------------- | ------------- | ----------------- | --------------- | ------------------------- | ---------------------- | -------------------------- | ------------------ | ---------- | ----------- | ---------------------- | ----------------------------------------- | ---------- |
| Erasmushuis                                 | Woonhuis      | eind 15e eeuw     | eind 15e eeuw   | Gotiek                    | Gerestaureerd          | ?                          | ?                  | ?          | ?           | Anderlecht             | Kapittelstraat 31                         |            |
| Sint-Pieter-en-Sint-Guidokerk               | Kerk          | 14e eeuw          | 15e eeuw        | Gotiek                    | Gerestaureerd          | ?                          | ?                  | ?          | ?           | Anderlecht             | Place de la Vaillance                     |            |
| Broodhuis                                   | Broodmarkt    | 1405 1515         | ? 1536          | Gotiek Flamboyante gotiek | Gesloopt Gebombardeerd | ?                          | ?                  | ?          | ?           | Brussel                | Grote Markt                               |            |
| Hallepoort                                  | Stadspoort    | 1357              | 1398            | Gotiek                    | Gerestaureerd          | ?                          | ?                  | ?          | ?           | Brussel                | Eind Hoogstraat, begin Waterloosesteenweg |            |
| Kathedraal van Sint-Michiel en Sint-Goedele | Kathedraal    | Begin 13e eeuw    | ?               | Gotiek                    | Gerestaureerd          | ?                          | Schip: 26,5        | ?          | ?           | Brussel                | Sint-Goedelevoorplein 0                   |            |
| Magdalenakerk                               | Kerk / Kapel  | ?                 | ?               | Gotiek                    | Gerestaureerd          | ?                          | ?                  | ?          | ?           | Brussel                | Magdalenasteenweg 0                       |            |
| Onze-Lieve-Vrouw-ter-Zavelkerk              | Kerk          | ?                 | ?               | Brabantse gotiek          | Gerestaureerd          | ?                          | ?                  | ?          | ?           | Brussel                | Regentenschapsstraat 0                    |            |
| Stadhuis van Brussel                        | Stadhuis      | 1402              | 1452            | Brabantse gotiek          | Gerestaureerd          | 96                         | 96                 | 60         | 44          | Brussel                | Grote Markt 0                             |            |
| Kapel van Lenneke Mare                      | Kapel en tuin | ?                 | ?               | Gotiek                    | Gerestaureerd          | ?                          | ?                  | ?          | ?           | Sint-Lambrechts-Woluwe | Kapellaan 37                              |            |
| Onze-Lieve-Vrouw-ter-Noodkapel              | Kapel         | ?                 | ?               | Gotiek                    | Gerestaureerd          | ?                          | ?                  | ?          | ?           | Ukkel                  | Stallestraat 50                           |            |
| Sint-Denijskerk (Vorst)                     | Kerk          | ?                 | ?               | Gotiek                    | Gerestaureerd          | ?                          | ?                  | ?          | ?           | Vorst                  | Brusselse Steenweg 1                      |            |